# Roland de Rufter
Roland de Rufter (in contemporaine bronnen bekend als Roland le Fartere, Roulandus le Fartere en ook wel Roland le Petour) was een middeleeuws petomaan uit Engeland.

## Levensloop
Roland was leenman van de  Hemingstone Manor in Suffolk. Teneinde aan zijn leenverplichten te voldoen werd hij geacht om met ieder kerstfeest  "unum saltum et siffletum et unum bumbulum" (een sprong, een fluitje en een scheet) te doen voor het hof van Hendrik II.
Roland wordt genoemd in het Liber feodorum (Boek der Lenen). In de editie van 1250 wordt hij volgens opgebracht:
Seriantia que quondam fuit Rollandi le Pettour in Hemingeston' in comitatu Suff', pro qua debuit facere die Natali Domini singulis annis coram domino rege unum saltum et sifflettum et unum bumbulum, ...

vertaling: De landerijen, die eerder van Rolland le Pettour in Hemingstone in het graafschap Suffolk waren geweest, waarvoor hij ieder jaar op de geboortedag des Heren voor de koning geacht werd een sprong te maken, een fluitje te laten horen en een scheet te laten, ...
— Liber feodorum, blz. 1174